# Metapanamomops
Metapanamomops Millidge, 1977 è un genere di ragni appartenente alla famiglia Linyphiidae.

## Distribuzione
L'unica specie oggi attribuita a questo genere è stata reperita in Europa centrale: in alcune località nell'areale che va dalla Germania all'Ucraina.

## Tassonomia
Questo genere è stato descritto sulla base di esemplari della specie tipo Micrargus kaestneri Wiehle, 1961.
È considerato sinonimo posteriore di Elaphopus Menge, 1878 a seguito di uno studio dell'aracnologo Wunderlich del 2008, senza però fornire nuovi dati sulla specie tipo analizzata Elaphopus flagillifera (Menge, 1869) che, pertanto, rimane con lo status di nomen dubium
A dicembre 2011, si compone di una specie:
- Metapanamomops kaestneri (Wiehle, 1961)[3] — dalla Germania all'Ucraina